# Oscar Brand
Oscar Brand, född 7 februari 1920 i Winnipeg i Manitoba, Kanada, död 30 september 2016 i Great Neck på Long Island i New York, USA, var en kanadensisk-amerikansk folksångare, låtskrivare, gitarrist, banjospelare och författare.
Brand flyttade som barn till USA, och har bott i Minneapolis, Chicago och New York. Han har, trots att han har amerikanskt medborgarskap och är en av USA:s mest populära folkmusiker, behållit sitt band till Kanada, och har medverkat i flera kanadensiska tv-program samt uppträtt flitigt i landet.
Brand har spelat in över 70 skivor för flera olika skivbolag, och har gett ut ett antal samlingar med folksånger. Han har spelat med artister som Leadbelly, Woody Guthrie, Pete Seeger och Jean Ritchie, och har även varit med och skrivit flera musikalkomedier, däribland Broadwaypjäserna A Joyful Noise och The Education of H*Y*M*A*N K*A*P*L*A*N.